# 劉卓軒
劉卓軒（Lau Cheuk Hin，1992年4月26日—），生於香港，香港足球運動員，司職進攻中場。

## 球會生涯
劉卓軒生於香港，自幼跟隨香港青年軍教練李志堅學法，並聞名全港青少年賽事，到2008年加盟由李志堅執教的丙組地區深水埗。
直到2009/10年度球季，劉卓軒協助深水埗奪得丙組冠軍，首度升班上乙組作賽。2010年10月，他參加NIKE青年足球大中華區選拔戰，在36名球員中勇奪冠軍，取得代表大中華區四個席位的其中一個，並在2011年1月與隊友梁冠聰，陳肇鈞及黃威一同前赴英國參加世界區選拔賽。
2010/11年度球季，他再協助深水埗奪得乙組冠軍，於兩個球季內助球隊由丙組升上香港頂級聯賽。
雖然深水埗在頂級聯賽首季在10支球隊中敬陪末席，只角逐一季便要降回乙組作賽，但劉卓軒的護球能力己令人印象深刻。
球季結束後，他勇奪香港足球明星選舉的最佳年青球員，同時獲當時香港隊的教練摩力克徵召進代表隊。最終，劉卓軒跟隨李志堅及深水埗隊友轉會到日資球會橫濱FC香港。
2015年1月13日，劉卓軒加盟傳統球會南華，轉會費為四萬港元，簽約兩年半，可惜他苦無機會，甚至暴飲暴食，在南華在兩季只上陣7場。
直到2017年6月，南華宣佈經重新檢視球隊近年發展後，決定來屆退出港超聯轉戰甲組聯賽，而劉卓軒則轉會到標準流浪。
2017年12月17日，他於對香港飛馬的菁英盃分組賽首度戴上隊長臂章，可是流浪最終仍以0–3落敗。可是他加盟後一直未能收身，選擇在2018年1月離隊。

## 國際賽生涯
2012年5月，劉卓軒與夏志明及顏樂楓三名年青球員獲當時香港代表隊教練摩力克徵召進香港隊，而他於6月10日主場對越南國家隊的國際友誼賽獲得後備上陣機會，並於13分鐘內多番憑其個人技術成功引至越南球員犯規，繼而獲得罰球，可是結果香港最終以1–2落敗。

## 國際賽事紀錄
- 僅列出國際A級比賽

| 上陣次數 | 時間          | 地點            | 對手 | 比數 | 賽事性質   | 入球 (累計) |
| -------- | ------------- | --------------- | ---- | ---- | ---------- | ----------- |
| 1        | 2012年6月10日 | 香港 旺角大球場 | 越南 | 1–2  | 國際友誼賽 | 0 (0)       |

## 榮譽
南華
- 香港社區盃冠軍（2014、2015年）

香港代表隊
- 省港盃冠軍（2012年）
- 港澳埠際賽冠軍（2012年）

個人
- 香港足球明星選舉 最佳年青球員（2011–12年度）
- 學界精英足球賽最有價值球員（2011–12季度）

## 外部連結
- 香港足球總會網頁球員資料 （页面存档备份，存于）